# 반이아덴 숀
반이아덴 숀(일본어: ヴァンイヤーデン ショーン, 2004년 4월 16일~)는 일본의 축구 선수이다.

## 구단 경력
그는 2023년 J1리그의 요코하마 FC에 입단했다. 2024년 J3리그의 YSCC 요코하마로 임대 이적했다. 2025년 요코하마 FC로 복귀했다.